# Rõuge Suurjärv
Rõuge Suurjärv (est. Suurjärv (Rõuge Suurjärv)) – jezioro w Estonii, w prowincji Võrumaa, w gminie Rõuge. Należy do pojezierza Haanja (est. Hannja järved). Położone jest w obszarze miasta Rõuge. Ma powierzchnię 15ha linię brzegową o długości 1566 m, długość 585 m i szerokość 300 m. Sąsiaduje m.in. z jeziorami Kaussjärv, Rõuge Valgjärv, Liinjärv, Rõuge Ratasjärv, Tõugjärv, Kahrila. Położone jest na terenie obszaru chronionego krajobrazu Haanja (est. Haanja looduspark).